# Elektrownia
Elektrownia (prononciation : [ɛlɛkˈtrɔvɲa]) est un village polonais de la gmina de Bledzew dans le powiat de Międzyrzecz de la voïvodie de Lubusz dans l'ouest de la Pologne.
Il se situe à environ 3 kilomètres au sud-est de Bledzew (siège de la gmina), 12 kilomètres au nord-ouest de Międzyrzecz (siège du powiat), 29 kilomètres au sud-est de Gorzów Wielkopolski (capitale de la voïvodie), 63 kilomètres au nord de Zielona Góra (siège de la diétine régionale).
Le village comptait approximativement une population de 5 habitants en 2006.

## Histoire
De 1975 à 1998, le village appartenait administrativement à la voïvodie de Gorzów .

Depuis 1999, il appartient administrativement à la voïvodie de Lubusz